# Stig Fredriksson (företagsledare)
Stig Georg Fredriksson, född 20 juni 1939 i Vaggeryd i Byarums församling i Jönköpings län, död 18 november 2008 i Sofia församling i Jönköping, var en svensk journalist, medieforskare och företagsledare.
Fredriksson utbildade sig vid Lunds universitet, där han blev filosofie licentiat i sociologi 1969. Han arbetade på Försvarets forskningsanstalt i Stockholm under några år på 1960-talet. Han var under en period ansvarig för en utbildning i konsumentjournalistik vid Journalistinstitutet i Stockholm. Han efterträdde 1970 Carl-Olof Hamrin som verkställande direktör för Herman Halls Boktryckeri AB i Jönköping. Han var även ansvarig utgivare och chefredaktör på Hallpressen-ägda Jönköpings-Posten 1970–1999.
Han gjorde sig känd för att driva koncernen på ett så kallat "småländskt" vis – effektivt och sparsamt. Koncernen hade alltid välfylld kassa och ett klassiskt uttalande av Fredriksson var när han stolt proklamerade för tidningen Resumé att han kunde köpa konkurrenten Stampen kontant. År 1995 gav hans företag ett bud på Sydostpress på 175 miljoner kontant, med målet att bilda en stor småländsk mediekoncern för att bland annat klara av investeringar i tryckerier.
Han var engagerad i svensk medieforskning och var medfinansiär av forskningsprojektet "Den svenska pressens historia" under andra hälften av 1990-talet. Han var 1993–1995 ordförande i Styrelsen för psykologiskt försvar
Stig Fredriksson var gift med Christina Hamrin. Paret hade tre barn där dottern Lovisa efterträdde honom som verkställande direktör i Herenco. Han vilar på Dunkehalla kyrkogård.